# Seznam premiérů Lucemburska
Toto je seznam premiérů Lucemburska od zavedení této funkce v roce 1848.
| Pořadí | Portrét | Jméno                                              | Nástup do úřadu   | Odchod z úřadu    | Strana                                          |
| ------ | ------- | -------------------------------------------------- | ----------------- | ----------------- | ----------------------------------------------- |
| 1.     |         | Gaspard-Théodore-Ignace de la Fontaine (1787–1871) | 1. srpna 1848     | 6. prosince 1848  |                                                 |
| 2.     |         | Jean-Jacques Willmar (1792–1866)                   | 6. prosince 1848  | 23. září 1853     |                                                 |
| 3.     |         | Charles-Mathias Simons (1802–1874)                 | 23. září 1853     | 26. září 1860     |                                                 |
| 4.     |         | Victor de Tornaco (1805–1875)                      | 26. září 1860     | 3. prosince 1867  |                                                 |
| 5.     |         | Emmanuel Servais (1811–1890)                       | 3. prosince 1867  | 26. prosince 1874 |                                                 |
| 6.     |         | Félix de Blochausen (1834–1915)                    | 26. prosince 1874 | 20. února 1885    |                                                 |
| 7.     |         | Édouard Thilges (1817–1904)                        | 20. února 1885    | 22. září 1888     |                                                 |
| 8.     |         | Paul Eyschen (1841–1915)                           | 22. září 1888     | 11. října 1915    |                                                 |
| 9.     |         | Mathias Mongenast (1843–1926)                      | 12. října 1915    | 6. listopadu 1915 |                                                 |
| 10.    |         | Hubert Loutsch (1878–1946)                         | 6. listopadu 1915 | 24. února 1916    |                                                 |
| 11.    |         | Victor Thorn (1844–1930)                           | 24. února 1916    | 17. června 1917   |                                                 |
| 12.    |         | Léon Kauffman (1869–1952)                          | 17. června 1917   | 28. září 1918     |                                                 |
| 13.    |         | Émile Reuter (1874–1973)                           | 28. září 1918     | 20. března 1925   | Strana práva                                    |
| 14.    |         | Pierre Prüm (1886–1950)                            | 20. března 1925   | 16. července 1926 | Nezávislá národní strana                        |
| 15.    |         | Joseph Bech (1887–1975)                            | 16. července 1926 | 5. listopadu 1937 | Strana práva                                    |
| 16.    |         | Pierre Dupong (1885–1953)                          | 5. listopadu 1937 | 23. prosince 1953 | Strana práva / Křesťanskosociální lidová strana |
| (15.)  |         | Joseph Bech (1887–1975)                            | 23. prosince 1953 | 29. března 1958   | Křesťanskosociální lidová strana                |
| 17.    |         | Pierre Frieden (1892–1959)                         | 29. března 1958   | 23. února 1959    | Křesťanskosociální lidová strana                |
| 18.    |         | Pierre Werner (1913–2002)                          | 2. března 1959    | 15. června 1974   | Křesťanskosociální lidová strana                |
| 19.    |         | Gaston Thorn (1928–2007)                           | 15. června 1974   | 16. července 1979 | Demokratická strana                             |
| (18.)  |         | Pierre Werner (1913–2002)                          | 16. července 1979 | 20. července 1984 | Křesťanskosociální lidová strana                |
| 20.    |         | Jacques Santer (* 1937)                            | 20. července 1984 | 26. ledna 1995    | Křesťanskosociální lidová strana                |
| 21.    |         | Jean-Claude Juncker (* 1954)                       | 26. ledna 1995    | 4. prosince 2013  | Křesťanskosociální lidová strana                |
| 22.    |         | Xavier Bettel (* 1973)                             | 4. prosince 2013  | 17. listopad 2023 | Demokratická strana                             |
| 23.    |         | Luc Frieden (* 1963)                               | 17. listopad 2023 |                   | Křesťanskosociální lidová strana                |